# Steiner Pál (orvos)
Steiner Pál (Pápa, 1879. február 5. – Kolozsvár, 1959. szeptember 12.) az első erdélyi urológus és orvosi szakíró.

## Életútja, munkássága
Dr. Steiner József és Krausz Hermin gyermekeként született. Középiskolai tanulmányait a Pápai Református Kollégiumban végezte (1897), a Budapesti Tudományegyetemen szerzett orvosdoktori diplomát (1902). Kórbonctani gyakornok, majd négy éven át a Dollinger Gyula vezette I. sz. Sebészeti Klinika műtőnövendéke volt. 1905-ben sebészműtői oklevelet, 1906-ban tisztiorvosi képesítést szerzett. 1906–1907-ben két tanulmányutat tett német, svájci és francia egyetemi klinikákon, megismerte az urológiai sebészet újdonságait (Úti jegyzetek. Budapest, 1906, 1907). 1907-től tanársegéd a kolozsvári I. Ferenc József Tudományegyetem Sebészeti Klinikáján.
Az EME Orvostudományi Szakosztályának tagjaként évente több alkalommal is betegbemutatásokat, előadásokat tartott, melyek megjelentek a szakosztály Értesítőjében (1907–19; 1922–37). A Freyer-féle prosztataműtét egyik magyarországi meghonosítója és első erdélyi művelője volt (Adatok a Freyer-féle prostatectomia kérdéséhez. Budapest, 1910). 1911-ben elsőként szerzett Kolozsvárt magántanári képesítést „a húgyszervek és férfi ivarszervek sebészete” tárgyköréből, ő tekinthető tehát az első erdélyi urológusnak.
1907-től a Magyar Sebésztársaság tagja, s ennek évi nagygyűlésein Budapesten 1914-ig előadásokat tartott. 1914-től 1921-ig a Munkásbiztosító Pénztár szakorvosa, 1915-től a Katonai Csapatkórház főtörzsorvosa, a sebészeti osztály vezetője volt. Ekkor írt dolgozatai a hadisebészet körébe vágnak. 1919-ben az egyetem rendkívüli tanári címmel ruházta fel. A magyar egyetem bezáratása után (1919) Kolozsváron maradt, a Vöröskereszt Egylet Mária-Erzsébet Szanatóriumában operált, míg azt a román állam ki nem sajátította (1929), akkor magánszanatóriumot nyitott Charité elnevezéssel (1929–41). Itt végezte általános sebészi és főleg urológiai beavatkozásait.
Közben részt vett a kolozsvári Zsidó Közkórház megalapításában, sebészeti osztályának berendezésében; annak első osztályvezető főorvosa volt (1929–30). A zsidó orvosok Paul Ehrlich Orvostudományi Egyesületének megalakulásakor (1930) választmányi tagsággal tisztelték meg; gyakran tartott ott előadásokat, betegbemutatásokat. A bécsi döntés után a Klimkó Dezső igazgatta kolozsvári Sebészeti Klinikán is rendszeresen megtarthatta urológiai előadásait. 1944–45-ben ő vezette a klinikát.
Első tanulmánya a karcinóma patogenéziséről az Orvosi Hetilapban (1901/26–27) jelent meg, e folyóiratnak állandó munkatársa és referense volt, utoljára 1934-ben közölt itt dolgozatot A pararenális daganatokról (1936/34). 1903–1907 között a Kirirályi Magyar Tudomány-Egyetem I. sz. Sebészeti Klinikájának Évkönyvei, 1907–14 között A Magyar Sebésztársaság Munkálatai c. évenkénti kötetek tartalmazzák nagyobb dolgozatait; legtöbbjük különnyomatban is megjelent.
A vese- és prosztatasebészet mellett foglalkozott rákkutatással és az akkoriban újdonságnak számító lumbális anesztéziával. Fő műve a félezer oldalas, 647 ábrát tartalmazó Sebészeti műtéttan (Budapest, 1916), melyből orvostanhallgatók nemzedékei tanultak (második, bővített kiadása Budapest, 1923). Részt vett berlini és bécsi kongresszusokon, tanulmányai német sebészeti és urológiai szakközlönyökben is megjelentek. Az 1918-as hatalomváltás után munkatársa és referense volt az Erdélyi Orvosi Lapnak s az újraindult EME Értesítő mellett a Revista Medicală – Orvosi Szemle is közölte írásait. A Charitében is folytatott tudományos munkát.
1936 decemberében a Romániai Kisebbségi Orvosok Jóléti Szövetségének elnökévé választották. 1953-ban a Budapesti Orvostudományi Egyetem félszázados gyógyító és úttörő tudományos tevékenységét elismerő jubileumi díszoklevéllel tüntette ki.
Házastársa dr. Springer Sarolta orvos volt, akivel 1912. október 15-én kötött házasságot Budapesten, a Terézvárosban.

## Más munkái
- Sebészeti műtéttan (Budapest, 1916)
- A háborús aneurysmákról (in: Dolgozatok néhai Szabó Dénes dr. negyedszázados működésének emlékére. Kolozsvár, 1919);
- Hevesi Imre (Kolozsvár, 1921);
- Dollinger Gyula 1849–1937 (in: Értesítő az EME Orvostudományi Szakosztályából. Kolozsvár, 1937).